# Стримон (митологија)
Стримон је у грчкој митологији био бог реке Струме.

## Митологија
Био је син Океана и Тетије, а као његов син се помиње Рес, кога је имао са једном од муза, Еутерпом или Калиопом. Као његови синови се помињу још и Брангас и Олинт, а као кћерке Еуадна, коју је имао са Неером, као и Тереина и Родопа. Ова река је била пловна све док у њу Херакле није бацио огромне стене, гневан што му је пресекла пут када је туда терао Герионова говеда. Према другим предањима, Стримон је био трачки краљ који је у тројанском рату изгубио сина Реса, па се из очајања бацио у реку, која је након тога добила назив по њему.

## Култ
Према неким изворима, у време Ксерксовог похода на Грчку (490. п. н. е.), персијски свештеници су жртвовали овом богу беле коње и њихову крв излили у реку.